# Большое Тёмное Пятно

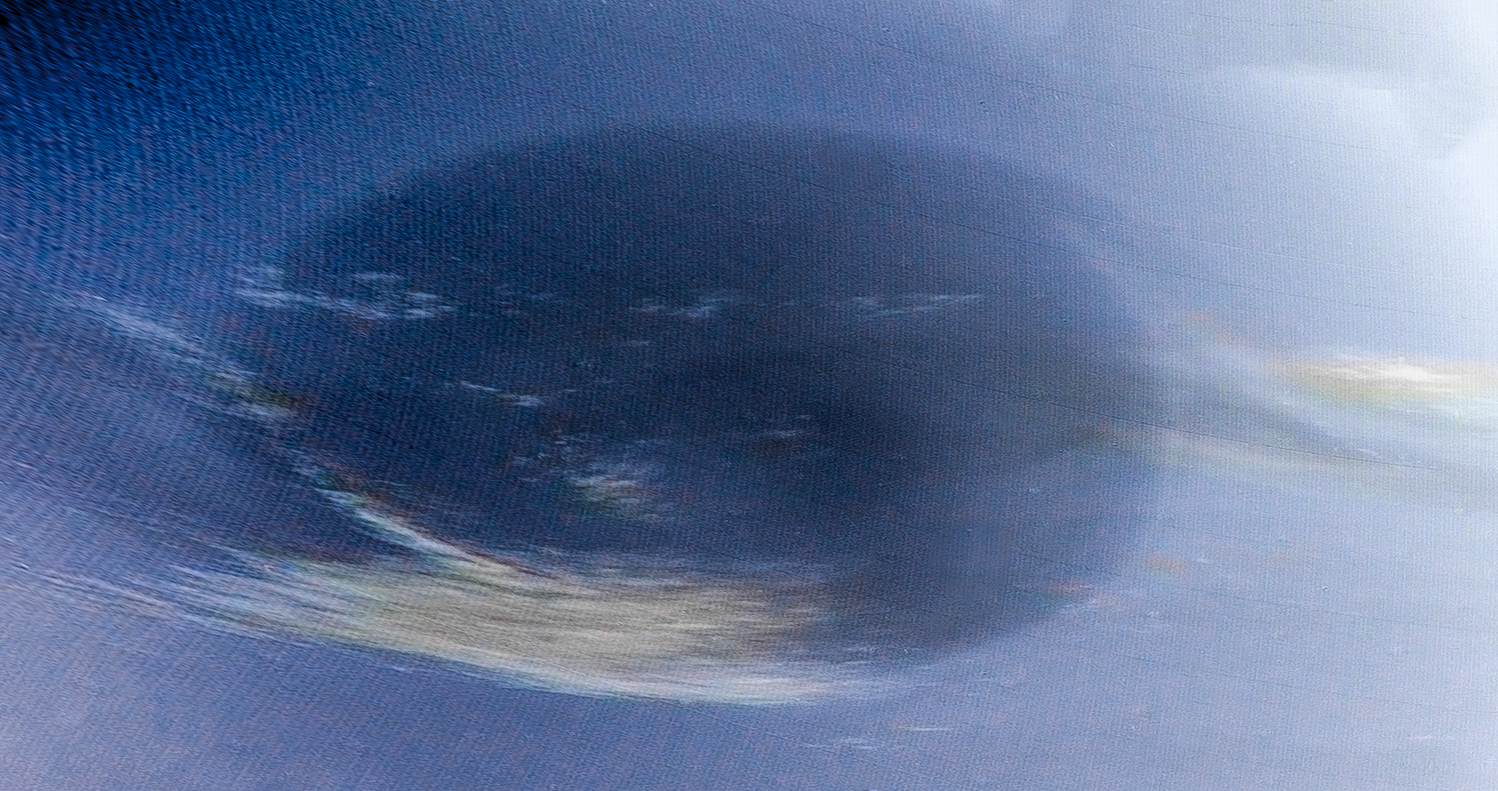
Большое Тёмное Пятно (снимок «Вояджера-2», 23 августа 1989)

Большое Тёмное Пятно (также известное как GDS-89) — тёмное пятно на Нептуне, которое было похожим на Большое красное пятно Юпитера. Пятно было обнаружено в 1989 году с помощью космического аппарата «Вояджер-2». И Большое тёмное пятно Нептуна, и Большое красное пятно Юпитера являются антициклонами. Однако по сравнению с пятном Юпитера, которое наблюдается уже в течение нескольких столетий, срок жизни пятна Нептуна значительно меньше. Судя по наблюдениям космического телескопа «Хаббл», пятно исчезло к 1994 году.

## Характеристика
Тёмное эллипсовидное пятно (13 000 × 6600 км), сопоставимое по размерам с планетой Земля. Вокруг пятна скорость ветра достигала сверхзвуковой скорости в 2400 км/ч (670 м/с), что являлось наибольшим показателем во всей Солнечной системе. Полагают, что пятно представляло собой дыру в метановых облаках Нептуна. Большое тёмное пятно постоянно меняло свою форму и размер.

## Исчезновение
При попытке сфотографировать пятно в ноябре 1994 года с помощью телескопа «Хаббл» было обнаружено, что оно полностью исчезло.

## Северное Большое Тёмное пятно

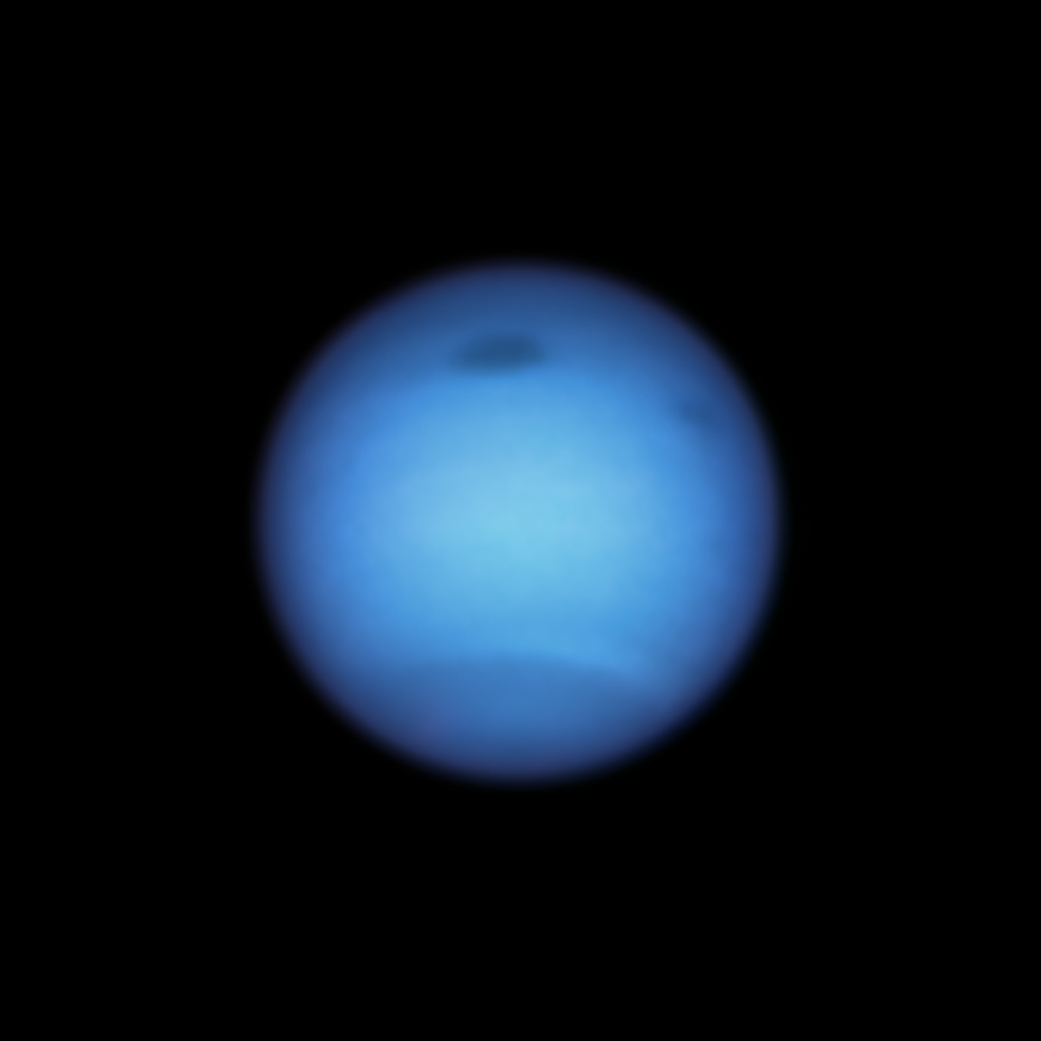
Северное Большое Тёмное пятно и «Младшее тёмное пятно», фото телескопа Хаббл, 2020 год

В 2016 году в северном полушарии планеты появился новый шторм, названный Северным Большим Тёмным пятном (NGDS). Последнее наблюдение этого пятна телескопом «Хаббл» было в декабре 2020 года (фото справа). В августе 2020 новое Большое тёмное пятно, изначально перемещавшееся всё ближе к экватору, внезапно прекратило своё движение на юг и изменило направление, вопреки прогнозам, по которым пятно достигло бы экватора, и там бы исчезло. Примерно в то же время был обнаружен меньший по размерам шторм, названный «Младшее тёмное пятно» (англ. Dark Spot Jr.), которое, однако, скоро исчезло. Это подтолкнуло астрономов к предположению, что изменение движения большего пятна могло быть связано с появлением меньшего.